# Cedar, Kansas
Cedar är en ort i Smith County i Kansas. Vid 2010 års folkräkning hade Cedar 14 invånare.